# خورزن العليا (سدة أراك)
خورزن العلیا (بالفارسية: خورزن علیا) هي قرية تقع في إيران في Sedeh Rural District. يقدر عدد سكانها بـ 26 نسمة .